# Hello, Mabel
Hello, Mabel – amerykański niemy film komediowy z 1914 roku, w reżyserii Mabel Normand. Premiera filmu odbyła się 8 października 1914.

## Obsada
- Phyllis Allen – kobieta w korytarzu
- Charley Chase – szef Mabel
- Mabel Normand